# ブランドン・コストナー
ブランドン・コストナー（Brandon Costner、1987年7月21日 - ）は、アメリカ合衆国ニュージャージー州出身のプロバスケットボール選手。ポジションはパワーフォワード、センター。206cm、107kg。日本のBリーグの横浜ビー・コルセアーズなどに所属していた。背番号34。 

## 来歴

### アマチュア選手時代
2005年にノースカロライナ州立大学のチームであるウルフパックに入団。しかし直後に足の疲労骨折を負い、2005-06シーズン途中からはレッドシャツを適用し、残りのゲームは出場しなかった。2006-07シーズンから2008-09シーズンまでレギュラーとして試合に出場した。しかし最終学年であるシニアにおいて、2009年3月に大学バスケを引退し同年のNBA Draftにエントリーする事を発表した。突然の引退の理由について、本人のインタビューで卒業のための学位取得の都合であったと答えている。

### プロ選手時代
2009年のNBAドラフトでは指名外となり、同年のNBAサマーリーグではNBAシカゴ・ブルズ から参加したがNBAチームとの契約はならず、2009-10シーズンは、ベルギーのベルフィユ・モンス＝エノーと契約した。
2010年11月に、Dリーグドラフト8巡指名でのユタ・フラッシュと契約した。
2011年11月には、Dリーグ ロサンゼルス・ディーフェンダーズと契約、2011-12シーズン終了後にフランスリーグのリモージュCSPと契約した。
2013年11月には、再びロサンゼルス・ディーフェンダーズと契約した.。
2016年7月には中国の贵州森航篮球俱乐部(Guizhou White Tigers)と契約した
2017年2月、プエルトリコのCaciques de Humacaoと再び契約した。
2017年5月、中国の河北翔蓝（Hebei Xianglan）と2017シーズンの契約を行った。
2018年1月、レバノンのChampville SCと契約した。

#### Bリーグ (2018–現在)
2018年12月26日、日本のBリーグ 横浜ビー・コルセアーズへの入団が発表された。

## 人物

### その他
- ブランドンの父であるトニー・コストナーもバスケ選手で、en:Washington Bulletsにドラフト指名された後、主としてヨーロッパでプロバスケットボール選手としてプレーしている。
- 大学時代のチームメイトには、後にポートランド・トレイルブレイザーズなどで活躍したNBAプレイヤーのJ・J・ヒクソンがいた。

- 横浜ビー・コルセアーズ　オフィシャルブーストソングにおける選手紹介

ランドン ランドン ブランドン 頼れる（ブランドン）痺れる（ブランドン）No.34 ブランドンコストナー

## 個人成績
| シーズン        | チーム                 | GP | GS | MPG   | FG%  | 3P%  | FT%  | RPG  | APG | SPG | BPG | TO  | PPG  |
| --------------- | ---------------------- | -- | -- | ----- | ---- | ---- | ---- | ---- | --- | --- | --- | --- | ---- |
| Bリーグ 2018-19 | 横浜ビー・コルセアーズ | 29 | 29 | 32．8 | .373 | .284 | .718 | .6.9 | 3.7 | 0.7 | 0.6 | 2.5 | 19.7 |